# Mendes Ribeiro Filho
Jorge Alberto Portanova Mendes Ribeiro Filho GOMA (Porto Alegre, 27 de dezembro de 1954 — Porto Alegre, 10 de maio de 2015) foi um advogado e político brasileiro. Foi ministro da Agricultura, Pecuária e Abastecimento.

## Biografia
Seguiu os passos de seu pai, o também advogado e político Jorge Alberto Beck Mendes Ribeiro, que também foi radialista e ingressou na vida pública ainda jovem e é pai do político Mendes Ribeiro, vereador de Porto Alegre. 
Graduou-se em direito na Pontifícia Universidade Católica do Rio Grande do Sul.
Em 19 de dezembro de 1997 lhe foi concedido o título de de “Cidadão Sul-Lourenciano” pela Câmara Municipal de São Lourenço do Sul.

### Carreira política
Em 1982 aos 28 anos, quando era filiado ao Partido Democrático Social (PDS), assumiu seu primeiro mandato, o de vereador em Porto Alegre. Antes disso, já havia ocupado alguns cargos do segundo escalão do Executivo municipal e na Assembleia Legislativa. 
Foi deputado estadual nas legislaturas de 1986 a 1990 e de 1991 a 1994. No Executivo estadual ocupou três secretarias: Justiça (1983–1984); Obras Públicas, Saneamento e Habitação (1995–1996) e Casa Civil (1996–1999). Em 1995, trocou a Assembleia Legislativa pela Câmara dos Deputados. Em 2004, concorreu ao cargo de prefeito de Porto Alegre.
Desde 1996, exerceu o cargo de deputado federal até ser indicado, em 18 de agosto de 2011, ao Ministério da Agricultura, Pecuária e Abastecimento pelo vice-presidente Michel Temer, colega de partido, embora também conhecesse a presidente Dilma Rousseff desde a década de 1980.
Substituiu Wagner Rossi, que havia pedido demissão após denúncias de irregularidades. Deixou o ministério em 16 de março de 2013.

### Morte
Após dois anos lutando contra um câncer no cérebro, faleceu em 10 de maio de 2015, na Santa Casa de Misericórdia de Porto Alegre.